# Натали Холлоуэй (фильм)
«Натали Холлоуэй» (англ. Natalee Holloway) — телевизионный фильм режиссёра Микаэла Саломона с Эми Гаменик, Трэйси Поллан и Грантом Шоу в главных ролях. Его премьера состоялась в апреле 2009 года на женском кабельном канале Lifetime. Картина основана на автобиографической книге Бет Холлоуэй «Любить Натали», рассказывающей о бесследном исчезновении дочери Бет Натали Холлоуэй.

## Сюжет
Фильм рассказывает о 18-летней студентке Натали Холлоуэй, бесследно пропавшей 30 мая 2005 года в Ораньестаде. Картина показывает историю расследования исчезновения и безуспешные попытки отыскать Натали. Также продемонстрированы противоречивые показания ключевых свидетелей, в особенности главного обвиняемого Йорана ван дер Слоота.

## В ролях
| Актёр             | Роль                |
| ----------------- | ------------------- |
| Эми Гаменик       | Натали Холлоуэй     |
| Трэйси Поллан     | Бет Холлоуэй        |
| Грант Шоу         | Джордж Твитти       |
| Кэтрин Дент       | Кэрол Стэндифер     |
| Жак Стридом       | Йоран ван дер Слоот |
| Кокей Фалкоу      | Патрик              |
| Шон Хиггс         | детектив            |
| Шон Кэмерон Майкл | Пол Ван Дер Слоот   |
| Уэйн Харрисон     | Дэйв Холлоуэй       |

## История создания
В октябре 2008 года Lifetime объявил о планах создания фильма, основанного на автобиографической книге Бет Холлоуэй «Любить Натали». Холлоуэй поначалу не была уверена, но согласилась после встречи со съёмочной командой в Лос-Анджелесе.
Картина снималась в Кейптауне, ЮАР. Её премьера состоялась 19 апреля 2009 года, и она получила самый высокий рейтинг Нильсена за всю историю канала: «Натали Холлоуэй» посмотрели более 3,2 миллионов человек.

## Награды и номинации
| Награды и номинации | Награды и номинации | Награды и номинации              | Награды и номинации | Награды и номинации |
| Премия              | Год                 | Категория                        | Номинирован(а)      | Итог                |
| ------------------- | ------------------- | -------------------------------- | ------------------- | ------------------- |
| Призма              | 2010                | Лучший телефильм или мини-сериал |                     | Победа              |